# Письменний Яків Вульфович
Письменний Яків Вульфович (12 квітня 1902 , Цибулеве, Олександрійський повіт, Херсонська губернія, Російська імперія  — 7 вересня 1937 , СРСР ) — співробітник радянських органів державної безпеки.

## Життєпис
Народився в с. Цибулеве Єлизаветградської волості Олександрійського повіту Херсонської губернії (нині село Знам'янського району Кіровоградської області) в сім'ї торгового агента, єврей. Закінчив вечірні загальноосвітні курси та правовий факультет Харківського інституту народного господарства. Із 1915 — учень фотографа, експедитор на ст. Знаменка Херсонської губернії, із 1919 — робітник маслобойного заводу в Єлизаветграді (нині м. Кропивницький), із червня 1920 — контролер і секретар Миколаївської губернської робітничо-селянської інспекції.
Із вересня 1920 — помічник військового слідчого 3-го особливого пункту, діловод загальної канцелярії, активної частини Особливого відділу Тринадцятої армії; діловод ОІВ особливого відділу 14-ї армії; із травня 1921 — редактор відділу по обробці матеріалів, із жовтня 1921 — уповноважений 1-го відділення особливого відділу ВУЧК; із травня 1922 — тимчасово в. о. начальника 1-го та 2-го відділень особливого відділу ДПУ УСРР, із вересня 1922 — тимчасово в. о. заступника, заст. начальника органів внутрішніх справ секретно-оперативної частини ДПУ УСРР; із грудня 1922 — начальник відділення по боротьбі з бандитизмом та нач. відділення по охороні кордонів, із березня 1923 — уповноважений контр-розвідувального відділу секретно-оперативної частини ДПУ УСРР; із серпня 1923 — у резерві призначень ДПУ УСРР; із листопада 1924 — помічник секретаря колегії, із березня 1925 — секретар президії, із квітня 1925 — тимчасово в. о. секретаря, секретар колегії ДПУ УСРР; із жовтня 1929 — начальник ОСВ та секретар колегії ДПУ УСРР. Із вересня 1931 — начальник ОСВ ОДПУ СРСР. Член ВКП(б) з травня 1928. Від лютого 1933 — керуючий справами ДПУ УСРР, від лютого 1934 — начальник відділу кадрів ДПУ/НКВС УСРР; від березня 1936 — начальник транспортного відділу управління державної безпеки НКВС УСРР.
Капітан державної безпеки (1935), майор державної безпеки (1937).
Нагороджений орденом Червоної Зірки, знаком «Почесний працівник ВЧК—ГПУ (XV)» (1932).
24 червня 1937 заарештований, 7 вересня 1937 виїзною сесією Військової колегії Верховного суду СРСР засуджений за ст. 54-1 «б» Карного кодексу УРСР до смерті, страчений того ж дня.
Реабілітований у 1957 р.